# 庫茲門卡
46°44′9″N 30°15′27″E / 46.73583°N 30.25750°E
庫茲門卡（羅馬化：Kuzmenka）是位於烏克蘭西南部敖德萨州羅茲迪利納區羅茲迪利納市鎮的村莊。該村始建於1920年，面積0.46平方公里，海拔高度107米，2001年人口197，人口密度每平方公里430.13人。